# 타나카 아이미
타나카 아이미(田中 あいみ, 1992년 4월 28일 ~)은 도쿄도 출신의 일본의 여자 성우로, 81produce 소속이다. 첫 번째 주연은 2015년의 건어물 여동생! 우마루짱의 도마 우마루 역이다.